# Marcionismo
El marcionismo fue una doctrina cristiana del siglo II, a partir de la cual se creó una comunidad o iglesia que existió hasta el siglo III e incluso, según algunas fuentes, comienzos de la Edad Media. Fue considerada herética por la ortodoxia posterior. Toma su nombre de su principal creador, el maestro cristiano Marción (85-150 d. C.).
Marción nació en Sinope, provincia romana del Ponto, hijo de un obispo cristiano; enriquecido con el armado de barcos, su fortuna le permitió dedicarse al estudio. Se consideraba discípulo del apóstol Pablo, en cuyas enseñanzas se basaba. Hacia mediados del siglo II, según Tertuliano en 144, viajó a Roma, donde estableció una escuela.
El marcionismo fue denunciado como una herejía por los primeros Padres de la Iglesia, muchos de los cuales redactaron tratados para refutarlo. Los escritos de Marción se han perdido, aunque fueron muy leídos y debieron existir numerosos manuscritos. Aun así es posible reconstruir gran parte de las creencias marcionitas a través de lo reseñado por sus críticos posteriores, especialmente Tertuliano, quien escribió un estudio polémico de cinco libros Adversus Marcionem (Contra Marción), en torno al año 208.

## Marción
Los únicos datos acerca de Marción y su enseñanza provienen, como se ha visto, de sus enemigos; por lo tanto deben ser usados con precaución, tomando en cuenta el carácter polémico de los mismos.
Marción nació en Sínope, ciudad de la provincia romana del Ponto, hacia el año 85. Su padre era obispo de la comunidad local y, según una noticia probablemente falsa, narrada por Hipólito, el joven Marción fue excomulgado por seducir una virgen; lo que parece una metáfora de sus adversarios indicando su posterior acción en la Iglesia. Marción se enriqueció con el comercio naval y amasó una considerable fortuna. Después de una residencia en Esmirna, donde conoció a algunos padres apostólicos, viajó a Roma. Durante su estancia en Asia otra anécdota dudosa lo hace encontrar a Policarpo quien lo denominó: «primogénito de Satanás»
Marción llegó a Roma entre 135 y 140 d. C., realizó una importante donación a la iglesia local, sus detractores lo acusaron de pretender ser nombrado dignatario, y fundó una suerte de academia donde enseñaba su propia interpretación de la fe cristiana. Además se dedicó a reunir las cartas de Pablo, a quien consideraba el único apóstol verdadero, y a escribir sus obras, a saber: las Antítesis, un tratado donde oponía las enseñanzas del Antiguo Testamento a las de Jesucristo, y el Evangelio, un texto donde se narraba la vida y los dichos de Jesús.
La iglesia local lo declaró hereje, le devolvió el dinero recibido, y lo excomulgó, probablemente en el año 144. Al mismo tiempo se formó una numerosa comunidad en torno suyo, llamados marcionitas por sus oponentes, que continuó su obra y enseñanzas.Durante el siglo II la iglesia cristiana marcionita rivalizaba con las demás iglesias cristianas, como reconoce el apologista Justino.
Marción elaboró una síntesis original de la fe cristiana, considerada una de sus primeras herejías por sus rivales, los futuros ortodoxos. Fue el creador, según la mayor parte de los historiadores de la Iglesia, del primer canon del Nuevo Testamento, que contenía el Evangelio de Lucas, en una versión más breve que la actual, y siete de las cartas de Pablo.
A pesar de que se lo suele denominar dualista y gnóstico, e Ireneo lo vinculó con Cerdón, uno de los miembros de esta comunidad, lo que puede inferirse de sus obras no tiene ese carácter. El estudioso alemán A. von Harnack no lo consideró y lo llamó, en cambio: «el primer teólogo cristiano».Su pensamiento también tiene puntos de contacto con el docetismo.

## Doctrina
La premisa del marcionismo es que muchas de las enseñanzas de Cristo son incompatibles con las acciones del Dios del Antiguo Testamento. Centrándose en las tradiciones paulinas, Marción consideraba que cualquier asociación con la religión del Antiguo Testamento, se oponía a la verdad y suponía un abandono de las enseñanzas de Jesús. Según su doctrina los argumentos de Pablo sobre la ley y el evangelio, la ira y la gracia, las obras y la fe, la carne y el espíritu, el pecado y la rectitud, la muerte y la vida, eran la esencia del Evangelio. Marción predicaba que el Dios benévolo del Evangelio que envió a Jesucristo al mundo como salvador era el verdadero Ser Supremo, diferente y opuesto al Demiurgo o dios creador, identificado con Yahvé, el dios de los judíos que se revelaba en la Biblia hebrea, la cual rechazaba. En palabras de Harnack:

En el Dios del Antiguo Testamento vio un ser cuyo carácter era la justicia severa, y por tanto la ira, la conflictividad y la falta de misericordia. La ley que rige la naturaleza y el hombre le pareció acorde con las características de este Dios y el tipo de ley revelada por él, y este Dios es el creador y señor del mundo (κοσμοκράτωρ kosmokrator). Como la ley que gobierna el mundo es inflexible y, sin embargo, por otra parte, llena de contradicciones, justa y de nuevo brutal, y como la ley del Antiguo Testamento exhibe las mismas características, así el Dios de la creación era para Marción un ser que reunía en sí mismo todas las gradaciones de atributos, desde la justicia a la malevolencia, desde la obstinación a la inconsistencia."
von Harnack, Adolph. Historia del dogma. Volumen I.

A fin de fundamentar su doctrina, Marción redactó una lista de proposiciones tomadas del Antiguo Testamento, a las cuales oponía las enseñanzas de Jesús; las llamó Antítesis. Al mismo tiempo compiló el primer canon bíblico cristiano; lo formaban once libros: el Evangelio de Lucas, en una versión más breve que la actual, sin los relatos de la infancia, y diez epístolas paulinas.A esta compilación la denominó Instrumento o Testamento, y constituía la única Escritura Sagrada del marcionismo.
Este primer «Nuevo Testamento» impulsó a la Iglesia que devendría en ortodoxa, a elaborar su propio canon de 27 libros del Nuevo Testamento, que en ese tiempo aún no había sido compilado, colección que los autores eclesiásticos consideraron auténtica y sumaron a los libros del Antiguo Testamento, vertidos al griego en la traducción llamada Septuaginta.
Los estudiosos del cristianismo primitivo no concuerdan respecto a si clasificar a Marción como gnóstico: Adolf von Harnack no clasifica a Marción como gnóstico, mientras que G. R. S. Mead sí lo hace. Harnack argumentó que Marción no era un gnóstico en sentido estricto porque Marción rechazaba los elaborados mitos de la creación, y no pretendía tener una revelación especial o un conocimiento secreto. Mead afirmaba que el marcionismo tiene ciertos puntos de contacto con el gnosticismo en su idea de que el creador del mundo material no es la verdadera deidad, en el rechazo del materialismo y en la afirmación de un reino espiritual trascendente y puramente bueno en oposición al reino físico maligno, en la creencia de que Jesús fue enviado por el Dios «Verdadero» para salvar a la humanidad, en el papel central de Jesús en la revelación de los requisitos de la salvación, en la creencia de que Pablo tenía un lugar especial en la transmisión de esta «sabiduría», y en su docetismo. Según el artículo de la Encyclopædia Britannica de 1911 sobre Marción:

No era una mera escuela para cultos, ni revelaba misterios para privilegiados, sino que pretendía fundar la comunidad cristiana sobre el evangelio puro, las auténticas instituciones de Cristo. Sin embargo, Marción encontró que el evangelio puro estaba en todas partes más o menos corrompido y mutilado en los círculos cristianos de su tiempo. Su empresa se convirtió así en una reforma de la cristiandad. Esta reforma debía liberar a la cristiandad de las falsas doctrinas judías, restaurando la concepción paulina del evangelio, siendo Pablo, según Marción, el único apóstol que había entendido correctamente el nuevo mensaje de salvación entregado por Cristo. Por lo tanto, desde el punto de vista de Marción, la fundación de su iglesia -a la que primero se vio empujado por oposición- equivale a una reforma de la cristiandad a través de un retorno al evangelio de Cristo y a Pablo; nada debía aceptarse más allá de eso. Esto demuestra que es un error incluir a Marción entre los gnósticos. Ciertamente era un dualista, pero no era un gnóstico.

El marcionismo muestra la influencia de la filosofía helenística en el cristianismo, y presenta una crítica moral del Antiguo Testamento desde el punto de vista del platonismo. Según Harnack, la secta puede haber llevado a otros cristianos a introducir una declaración formal de creencias en su liturgia (véase Credo) y a formular un canon de Sagradas Escrituras autorizadas propio, produciendo así finalmente el actual canon del Nuevo Testamento.

En cuanto a la cuestión principal, sin embargo, de si conocía o asumía la existencia de un Nuevo Testamento escrito de la Iglesia en cualquier sentido, en este caso una respuesta afirmativa es muy improbable, porque si esto fuera así se habría visto obligado a hacer un ataque directo al Nuevo Testamento de la Iglesia, y si tal ataque se hubiera hecho deberíamos haber oído hablar de él por Tertuliano. Marción, por el contrario, trata a la Iglesia Católica como una que "sigue el Testamento del Dios Creador", y dirige toda la fuerza de su ataque contra este Testamento y contra la falsificación del Evangelio y de las Epístolas Paulinas. Su polémica habría sido necesariamente mucho menos sencilla si se hubiera opuesto a una Iglesia que, al poseer un Nuevo Testamento junto al Antiguo, hubiera puesto ipso facto a este último bajo el amparo del primero. De hecho, la posición de Marción hacia la Iglesia católica es inteligible, en toda la fuerza de su simplicidad, sólo bajo la suposición de que la Iglesia no tenía todavía en su mano ninguna 'litera scripta Novi Testamenti.'

Se cree que Marción impuso una moral severa a sus seguidores, algunos de los cuales sufrieron en las persecuciones. En particular, se rehusaba a readmitir a quienes se retractaban de su fe bajo la persecución romana. (Véase también Lapsi.)
El primer aspecto relevante en el pensamiento de Marción es que distingue y separa como cosas totalmente diferentes al Dios Creador del Antiguo Testamento, Yahvé, del Dios verdadero, Padre, capaz de encarnar a un hijo hombre, Cristo conforme al Nuevo Testamento y concluye que ambas religiones son paralelas y que tienen por única conexión a la geografía.
El primer paso en la lógica de Marción, fue desterrar del cristianismo al Antiguo Testamento y de inmediato agregar que el Mesías al que se refiere el Antiguo Testamento no es Cristo, que aún no se ha cumplido esa profecía y que cuando ocurra, si llegara a ocurrir, el Mesías del Antiguo Testamento se llamará Emmanuel y no Jesús.
Emmanuel, el Mesías judío estaría destinado de manera exclusiva al pueblo judío y solo tendría prosélitos entre estos, los descendientes de David, además contra él se levantarán los pueblos y los imperios y él responderá bélicamente, insiste Marción: este Mesías no ha llegado ni se ha cumplido esa profecía con Cristo, ni en el Antiguo ni en el Nuevo Testamento.
En este punto Marción dice que solo Pablo logró entender a Cristo, razón por la cual tuvo profundas diferencias con Pedro quien no comprendió las enseñanzas de Cristo y junto con los demás apóstoles trató de conservar el cristianismo como una secta judaica, cosa que finalmente debe ser resuelta separando con nitidez y de manera definitiva ambas religiones, ambos testamentos, ambos dioses, para lo cual no solo rechazó el Antiguo Testamento, sino que procedió a rechazar todos los elementos del Nuevo Testamento que consideraba judíos. Para lograrlo, de todas las Escrituras escogió el Evangelio de Lucas, excluyendo los relatos sobre el nacimiento de Cristo por considerarlos citas de la Biblia judía, y revisa minuciosamente y acepta como verdaderas solo diez de las cartas de Pablo por considerarlas exentas de judaísmo (Gálatas, 1.ª y 2.ª a Corintios, Romanos, 1.ª y 2.ª de Tesalonicenses, Efesios, Colosenses, Filipenses y Filemón), rechazando las otras cuatro (1.ª y 2.ª a Timoteo, Hebreos y Tito).
De esta manera, Marción es el primer cristiano que establece un canon preciso, una estricta delimitación del Nuevo Testamento aceptado y verdadero, lo cual constituye un poderoso instrumento religioso en esa época y a la postre obliga a la Iglesia primitiva a seguir por ese mismo camino y a formular el Nuevo Testamento.
Posteriormente escribió la “Antítesis” que es un análisis de las contradicciones entre el cristianismo, el Dios Padre del Nuevo Testamento y el judaísmo y el Dios Creador del Antiguo Testamento.

## Las Antítesis
La siguiente es una reconstrucción de las Antítesis de Marción:
- El Dios del Nuevo Testamento es desconocido: «Nadie conoce al Padre, sino el Hijo»,[18] mientras que el Dios del Antiguo Testamento es conocido por Adán y por los demás impíos.
- Cristo conocía lo que hay en el corazón del Hombre;[19] el Creador pregunta a Adán: ¿dónde estás?.[20]
- Cristo era bueno con los ciegos, que David había mandado matar[21]
- Cristo da vista a los ciegos,[22] mientras el Creador no cura la ceguera de Isaac.[23]
- Moisés se impone como juez entre sus hermanos que pelean.[24] Cuando a Jesús le piden que resuelva una disputa, él se niega.[25]
- Los israelitas salieron bien equipados de Egipto[26] después de despojar a los egipcios por orden del Creador.[27] Cristo manda a predicar a sus discípulos «sin nada para el camino, ni bastón, ni alforja, ni pan, ni plata; ni tengáis dos túnicas cada uno».[28]
- El Creador legisla «ojo por ojo, y diente por diente»;[29] el Hijo del Dios Supremo dice «si te pegan en una mejilla, presenta la otra».[30]
- La Ley declara que si uno toma un vestido ajeno, el culpable pagará el doble;[31] Cristo declara «al que te quite el manto, no le niegues la túnica»[32]
- El Creador envía fuego sobre los enemigos de Eliseo;[33] Jesús reprende a los discípulos que le piden que envíe fuego.[34]
- El Creador envía los osos que devoran a 42 niños que se habían burlado de Eliseo;[35] Cristo dice a sus discípulos «dejad que los niños vengan a mí».[36]
- El Creador sanó solo un leproso por medio de Eliseo, cuando en Israel había muchos,[37] y para ello necesitó que se lavara en agua siete veces;[38] el Hijo del Dios Supremo sanó a diez, con su sola palabra, e inmediatamente; por otra parte, el que regresa glorificando a Dios no cumple la Ley.[39]
- El profeta del Creador dice «que no oigan los que tienen oídos»;[40] Cristo dice «el que tenga oídos, que oiga».[41]
- La Ley dice «Maldito el que está colgado de un madero»;[42] Cristo fue colgado en un madero.[43]
- El Cristo judío vendrá solo para Israel; el Cristo de Dios viene para todos los pueblos de la tierra.
- El Dios bueno es bueno ante todos; el Creador se preocupa solo de los que le pertenecen. El Bueno salva a los que creen en Él, pero no castiga al resto; el Creador salva sus fieles y castiga al resto.
- La maldición es la característica de la Ley; la bendición caracteriza al Evangelio.
- En la Ley, el Creador ha dicho: «Yo hago al rico y al pobre»; pero Cristo solo llama bienaventurado al pobre.[44]
- En la Ley se le da la fortuna a los ricos y la desgracia a los pobres; en el Evangelio es al revés.
- La ley manda amar al prójimo y odiar al enemigo;[45] pero es necesario amar a los enemigos.[46]
- El Creador ha establecido el Sábado, que Cristo no ha observado.
- La Ley prohíbe tocar a una mujer con flujos de sangre;[47] el Cristo de Dios no solo la toca sino que la sana.[48]

Su rechazo al Dios del Antiguo Testamento suponía también un rechazo de su obra: la Creación; por lo que predicaba que la materia y el cuerpo eran en esencia malos. Basándose en este principio doctrinal predicó que Jesús no se encarnó jamás, que su cuerpo fue solo apariencia, por lo que negaba la encarnación del Verbo, así como la resurrección de los muertos.
A pesar de negar la corporalidad de Jesús, afirmaba que su sufrimiento y muerte fueron reales en cierta medida.
Asimismo la negación de la encarnación suponía para Marción que Jesús no era hijo de José ni de María, para lo cual se basaba en Lucas 8, 21: “Mas Él respondió: Mi madre y mis hermanos son los que oyen la palabra de Dios y la ponen en práctica”.